# Barwedel
Barwedel ist eine Gemeinde in der Samtgemeinde Boldecker Land im niedersächsischen Landkreis Gifhorn.

## Geografie

### Lage
Die Gemeinde Barwedel befindet sich im nördlichen Teil der Samtgemeinde Boldecker Land im Osten Niedersachsens. Querlinks verläuft durch den Ort die Kreisstraße 105, die in südöstlicher Richtung zur Landesstraße 291 wird und im Verlauf zur Gemeinde Tiddische, bzw. in nordwestlicher Richtung zum Ortsteil Grußendorf der Gemeinde Sassenburg führt. Die Bundesstraße 248 umgeht Barwedel in nord/südlicher Ausrichtung und schafft die Verbindung zu den Gemeinden Ehra-Lessien und Jembke.

### Gemeindegliederung
Zu Barwedel gehört auch die nach 1945 entstandene Zollhaussiedlung.

### Nachbargemeinden
|            | Ehra-Lessien (Samtgemeinde Brome)           |                                                              |
| Sassenburg | Kompassrose, die auf Nachbargemeinden zeigt | Bergfeld (Samtgemeinde Brome) Tiddische (Samtgemeinde Brome) |
|            | Jembke                                      |                                                              |

## Geschichte
Barwedel wurde erstmals urkundlich 1309 als Berewedel erwähnt. Die ursprüngliche Dorfform war die eines wendischen Rundlings. Laut einem Siedlungsverzeichnis um 1850 bestanden zu dieser Zeit 31 Bauernhöfe.
Ortsname
Frühere Ortsnamen von Barwedel waren in den Jahren 888 Beriuuidi, 1309 Bereweden, 1495 Barwedel, 1535 Barwedel, 1566 Barweddell und 1609 Barwede. Von 1625 die heutige Schreibweise überliefert. Die Bezeichnung gehört zu den aus Flurnamen entstandenen Ortsnamen und es liegt ein Kompositum vor, dass den Ortsnamen in „Beri-widi“ zerlegt. Die mundartlich Aussprache Barwee lässt sich auf mittelniederdeutsch wede oder altniederdeutsch widu für Wald zurückführen. Als Grundwort ist „widu“ anzusetzen. Darin wird „wede“ für „Wald“ vermutet. „Bêr, bâr, ber, beier, beer“ bedeutet „Eber“. Der Ortsname bedeutet vermutlich „Schweinewald“, bezogen auf die Eichelmast.

### Einwohnerentwicklung
| Jahr      | 1910 | 1925 | 1933 | 1939 | 2004 | 2007 | 2020 | 2022 |
| --------- | ---- | ---- | ---- | ---- | ---- | ---- | ---- | ---- |
| Einwohner | 337  | 367  | 360  | 359  | 1089 | 1058 | 1038 | 1019 |

## Politik

### Gemeinderat
Der Rat der Gemeinde Barwedel besteht aus elf Ratsmitgliedern (vier Ratsfrauen und sieben Ratsherren). Dies ist die festgelegte Anzahl für die Mitgliedsgemeinde einer Samtgemeinde mit einer Einwohnerzahl zwischen 1001 und 2000 Einwohnern. Die Ratsmitglieder werden durch eine Kommunalwahl für jeweils fünf Jahre gewählt. Stimm- und sitzberechtigt im Rat ist außerdem der Bürgermeister. Die aktuelle Amtszeit begann am 1. November 2021 und endet am 31. Oktober 2026.
Bei den letzten Kommunalwahlen ergaben sich die folgenden Sitzverteilungen:
| Kommunalwahl       | BWG | CDU | SPD | Gesamt   |
| ------------------ | --- | --- | --- | -------- |
| 12. September 2021 | 3   | 4   | 4   | 11 Sitze |
| 11. September 2016 | 5   | 5   | 1   | 11 Sitze |

### Bürgermeisterin
Die Bürgermeisterin der Gemeinde Barwedel ist Melanie Meinecke (SPD). Ihre Stellvertreter sind Christian Wrede (BWG) und Lars Meinecke (CDU).

### Wappen
Der Entwurf des Kommunalwappens von Barwedel stammt von dem Heraldiker und Wappenmaler Arnold Rabbow. Das Wappen wurde am 2. Oktober 1987 vom Gemeinderat einstimmig angenommen und am 10. Juni 1988 vom Landkreis Gifhorn wunschgemäß zur 1100-Jahr-Feier genehmigt.
| Wappen von Barwedel | Blasonierung: „In Grün ein schräglinker goldener (gelber) Farnwedel.“ |
| Wappen von Barwedel | Wappenbegründung: Arnold Rabbow erwähnt hierzu in seinem Wappenbuch: „Der goldene Farnwedel im grünen Feld repräsentiert das in der Gemarkung Barwedel gelegene Naturschutzgebiet Vogelmoor, das sich durch zahlreiche seltene Pflanzen und reichhaltige Farnvorkommen auszeichnet, darunter Königsfarn, Frauenfarn und Adlerfarn. Er verweist darüber hinaus auf die noch weitgehend unzerstörte Natur in und um Barwedel.“ |

### Flagge
Hierzu steht in der Hauptsatzung der Gemeinde Barwedel:

„Die Flagge der Gemeinde trägt in zwei schmäleren Randstreifen die Farbe Grün und als breiten Mittelstreifen die Farbe Gelb und ist bedruckt mit dem Wappen der Gemeinde.“

## Kultur und Sehenswürdigkeiten

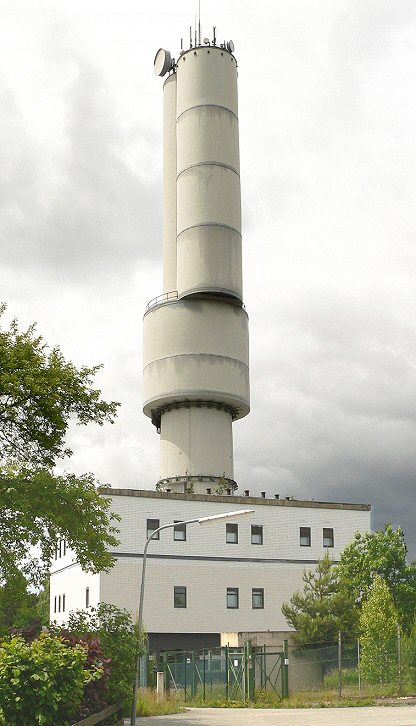
Ehemalige Abhöranlage

### Bundeswehr-Horchposten
Gekennzeichnet wird der Ort von dem ehemaligen Aufklärungsturm der Bundeswehr. Die Funkabhöranlage diente während des Kalten Krieges zum Abhören des militärischen Funkverkehrs in der DDR. Die Funkaufklärung in Barwedel gab es bereits seit 1970, allerdings als mobile Anlage. 1976 wurde die stationäre Abhöranlage auf dem höchsten Punkt errichtet, dem sogenannten Hohen Berg, der mitten in Barwedel mit 102 m ü. NHN liegt. Die Anlage besteht aus einem Turm, der rund 70 Meter hoch ist, sowie einem zweistöckigen Betriebsgebäude sowie mehreren Nebengebäuden. Während der Betriebsdauer war die Anlage streng gesichert und rund um die Uhr bewacht. Infolge der Wiedervereinigung und des Abzugs der sowjetischen Truppen aus der ehemaligen DDR wurde die Anlage mit weniger Personal betrieben und schließlich außer Dienst gestellt. Der Turm wird derzeit von Mobilfunk-Betreibern sowie von einigen ortsansässigen Vereinen genutzt. Weitere Türme der Funkabhöranlage an der ehemaligen innerdeutschen Grenze wurden nach dem Ende des Kalten Krieges gesprengt. Der Turm in Barwedel liegt aber innerhalb des Dorfes und in der Nähe eines Kindergartens: Von einer Sprengung wurde abgesehen, um die umliegende Gebäude nicht zu beschädigen.
Zwei baugleiche Bundeswehr-Abhöranlagen standen ebenfalls auf Erhebungen unmittelbar an der damaligen NATO-Ostgrenze. Die Anlage auf dem Hohen Meißner bei Kassel wurde 2002 gesprengt; nahe der Grenze zur Tschechoslowakei befand sich eine Station auf dem Großen Kornberg bei Schwarzenbach an der Saale im Fichtelgebirge.

### Naturdenkmale
- Eine Eiche in der Dorfstraße (ohne Verordnungsdatum)

## Bildung
Der Ort verfügt über einen Kindergarten. Offiziell zuständige Bildungseinrichtungen sind: Grundschule Jembke, Oberschule Weyhausen, IGS Sassenburg oder das Humboldt-Gymnasium in Gifhorn.